# Carlos Enrique Guimard
Carlos Enrique Guimard foi um jogador de xadrez da Argentina com participação nas Olimpíadas de xadrez de 1937, 1939, 1950 e 1954. Carlos conquistou duas medalhas de prata por equipes em Dubrovnik 1950 e Amsterdã 1954 jogando no terceiro e quarto tabuleiro, respectivamente.  Conquistou também uma medalha de prata por performance individual em Estocolmo 1937 jogando no quarto tabuleiro.